# Sintikí
Sintikí (griego: Σιντική) es un municipio de la República Helénica perteneciente a la unidad periférica de Serres de la periferia de Macedonia Central.
El municipio se formó en 2011 mediante la fusión de los antiguos municipios de Achladochori, Ágkistro, Kerkini, Petritsi, Promachonas y Sidirókastro (la actual capital municipal), que pasaron a ser unidades municipales. El municipio tiene un área de 1103,4 km².
En 2011 el municipio tiene 22 195 habitantes.
Se sitúa en la esquina nororiental de la periferia y su término municipal es fronterizo con Macedonia del Norte y con Bulgaria.